# Pedro Franco
Pedro Camilo Franco Ulloa (Bogotá, 1991. április 23. –) kolumbiai labdarúgó, a török Beşiktaş hátvédje.